# Битва при Лангсайде
Битва при Лангсайде (англ. Battle of Langside; 13 мая 1568 года) — сражение между войсками королевы Шотландии Марии Стюарт и армией регента Шотландии Джеймса Стюарта, графа Морея. Поражение Марии в этой битве привело к её изгнанию в Англию и закреплению победы протестантства в Шотландии.

## Военные действия перед сражением
После того, как 24 июля 1567 года в условиях всеобщего восстания шотландских дворян Мария Стюарт была вынуждена подписать отречение от престола, она была помещена под надзор в замок Лохлевен в Файфе. Однако 2 мая 1568 года королеве удалось бежать из замка. На её сторону немедленно встала значительная часть шотландских баронов, в том числе и бывших участников её свержения (герцог де Шателеро, графы Аргайл, Хантли и другие). Сторонники королевы сформировали небольшую армию и двинулись к Дамбартону, где в это время находился регент страны Джеймс Стюарт, граф Морей. Не имея возможности собрать значительные силы в западных регионах страны, где традиционно были сильны позиции Гамильтонов и Кэмпбеллов, находящихся на стороне королевы, Морей все же смог выставить против Марии Стюарт около 4500 человек.

## Ход битвы
13 мая 1568 года армия королевы, двигаясь вдоль южного берега Клайда, атаковала деревушку Лангсайд, где укрепился отряд регента. Неожиданно для Марии Стюарт её войско подверглось нападению с фланга: Морей спрятал в засаде около двух сотен всадников, которые в условленный момент обрушились на королевскую армию. Бойня продолжалась не более часа и большая часть войск Марии была уничтожена. Сама королева, видя разгром своей армии, практически в одиночку бежала с поля боя и после нескольких дней скачки пересекла пролив Солуэй-Ферт и прибыла в Англию, где обратилась за помощью к Елизавете I.

## Значение сражения при Лангсайде

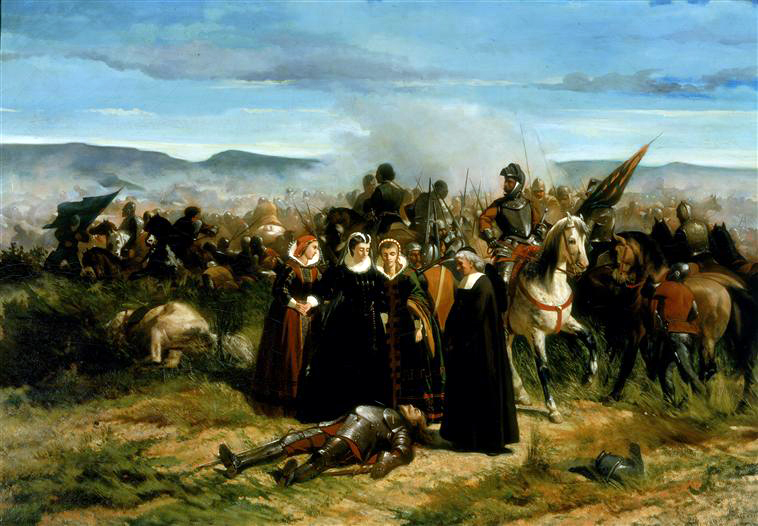
«Мария Стюарт в Лангсайде», картина Джованни Фаттори

Поражение Марии Стюарт при Лангсайде подвело черту под периодом её правления в Шотландии. Несмотря на то, что борьба между сторонниками королевы и правительством продолжалась ещё около пяти лет, во многом именно Лангсайд решил её исход: власть в Шотландии перешла к юному королю Якову VI, в период несовершеннолетия которого страной будут управлять регенты — сторонники углубления протестантских реформ и дальнейшего сближения с Англией. Курс независимой от Англии политики и попытки сохранения в стране католичества, которые предпринимала Мария Стюарт, провалились. Это позволит через 35 лет после битвы при Лангсайде осуществить объединение двух британских государств под властью одного монарха.